# Kyberterorismus
Pojem kyberterorismus může mít různě široký záběr. V širším pojetí můžeme pod kyberterorismus zahrnout téměř jakoukoli aktivitu spojenou s terorismem nebo s kyberprostorem. Tento široký záběr se ale většinou zužuje a kyberterorismus je chápán jako podmnožina terorismu. Jako kyberterorismus označujeme promyšlený, politicky motivovaný útok organizovaných skupin, jednotlivců nebo tajných agentů namířený proti informačním sítím, počítačovým programům a datům. Další užší definice formulovaná Dorothy E. Denningovou zní: „Kyberterorismus je konvergencí terorismu a kyberprostoru obecně chápaný jako nezákonný útok nebo nebezpečí útoku proti počítačům, počítačovým sítím a informacím v nich skladovaným v případě, že útok je konán za účelem zastrašit nebo donutit vládu, nebo obyvatele k podporování sociálních nebo politických cílů.“ Při útoku se používají počítače nebo elektronická zařízení přes internetové připojení. Kyberterorismus by měl mít nějaký negativní dopad na vybranou skupinu obyvatel, může se jednat o násilí, destrukci nebo narušení chodu systému. Útoky se snaží vyvolat v lidech pocit strachu a nejistoty. A pomocí těchto psychologických reakcí oběťmi manipulovat. Kyberterorismus je označován za nový druh terorismu, od kterého se odlišuje právě použitím informační a komunikační techniky. Cílem kyberterorismu může být politická změna, propaganda, finanční profit, oslabení protivníka, publicita, tedy snaha upoutat pozornost na své požadavky nebo ideály. Cíle kyberterorismu se sice nacházejí ve světě virtuálním, ale většinou mají mít dopad na reálný svět. Závislost společnosti na informačních technologiích se stupňuje a s ní i nebezpečnost kyberteroristických útoků. Útoky se mohou opakovat a útočníci se často snaží dosáhnout svých požadavků prostřednictvím výhrůžek a hrozeb dalších útoků.

## Dělení
Kyberteroristické útoky můžeme dělit podle typu útoku a také podle cíle útoku. Toto dělení ukazuje možné cíle útoku a jeho možné varianty:
- Informace a komunikace (Např. získání přístupu k nemocničním záznamů a změna krevní skupiny, změna způsobu výroby léku tak, aby byl neúčinný, krádež identity, získání vojenských informací, změna receptu pro potravinu tak, aby nebyla natolik chutná, manipulace s volbami, s výsledky anket, průzkumů veřejného mínění, změna vhledu webové stránky politické strany.)

- Všeobecná infrastruktura (V roce 2001 byl proveden útok na servery v USA, který měl za následek pád dvou letounů. Může se jednat o sabotáž systémů vedení elektřiny, systémů souvisejících s palivem a plynem (skladování, transport i produkce), systémů pro výrobu nebo distribuci pitné vody.)

- Bankovnictví a finance (Banka v Izraeli se potýkala s útoky pro-palestinských hackerů, teroristé by po dobře provedeném činu mohli zničit banky, vyprovokovat run na banku, ovlivnit ceny akcií a změnit i celkový vývoj ekonomiky.)

- Doprava (Např. útoky na dopravu, dopravní prostředky, systémy řízení dopravy, řízení letového provozu)

- Záchranná služba (Útoky na složky integrovaného záchranného systému)

- Vládní sektor (Útoky na vládní sektor, státní správu, politiku)

- Viry (Virus, který zaútočí na počítačový systém v elektrárně, může působit jako bomba.)

Pro dělení kyberterorismu byla vypracována následující tabulka. Zde jsou různé typy počítačových zločinů a pro ně uvedené motivace jedinců, kteří je páchají, dále cíle těchto zločinů a metody, které používají.
|                      | Motivace                       | Cíl                                                    | Metoda                                                     |
| Kyberteror           | Politická nebo sociální změna  | Nevinní lidé                                           | Násilí a destrukce založené na počítačích                  |
| Hacktivismus         | Politická nebo sociální změna  | Nevinní lidé, lidé rozhodující o určitých věcech       | Protest pomocí změny designu webové stránky nebo DoS útoky |
| Black Hat hackování  | Ego, osobní nenávist           | Lidé, firmy, vlády                                     | Malware, počítačové viry atd.                              |
| Kyberkriminalita     | Ekonomický zisk                | Lidé, firmy                                            | Malware pro podvody a krádeže identity, DoS pro vydírání   |
| Kybernetická špionáž | Ekonomický nebo politický zisk | Lidé, firmy, vlády                                     | Všechny techniky                                           |
| Informační válka     | Politický nebo vojenský zisk   | Infrastruktury, IT systémy a data (soukromá i veřejná) | Všechny techniky                                           |

## Historie a současnost
O nebezpečí zneužití internetu pro teroristické účely se začalo uvažovat již na začátku devadesátých let, kdy užívání internetu zaznamenalo obrovský nárůst. National Academy of Science ve Spojených státech to komentovala slovy: „Jsme v ohrožení. Amerika je stále více a více závislá na počítačích… příští teroristé budou moci napáchat daleko více škody klávesnicí než bombou.“
Jeden z prvních takových útoků se odehrál r. 1996 ve státě Massachusetts, kdy počítačový hacker, pravděpodobně ve spojení s bílým šovinistickým hnutím, vyřadil z provozu tamního poskytovatele internetových služeb a poškodil část jeho evidenčního systému poté, co se mu poskytovatel pokusil zabránit v rozesílání rasistických zpráv pod názvem společnosti. Je však spekulativní, zdali se skutečně jednalo o kyberterorismus v pravém slova smyslu.
V roce 1998 tamilští partyzáni zaplavili srílanské ambasády osmi sty e-maily denně po dobu dvou týdnů. E-maily obsahovaly tuto zprávu: „Jsme černí tygři internetu a toto děláme, abychom narušili vaši komunikaci.“ Tento útok je považován za první známou akci teroristů vůči počítačovému systému nějakého státu.
Téhož roku byl spamu vystaven i Institut pro globální komunikaci (Institute for Global Communications, IGC). Útočníci španělské národnosti na IGC požadovali stažení stránek periodika podporující nezávislost Baskicka Euskal Herria Journal. V tomto případě útočníci dosáhli svého cíle.
O rok později, tedy 1999, během konfliktu v Kosovu byly počítače Severoatlantské aliance zasaženy e-mailovými bombami a denial-of-service (DoS) útoky „hacktivisty“, protestujícími proti bombardování Srbska. Poté, co americké letadlo omylem zasáhlo čínskou ambasádu v Bělehradě, začaly se na stránkách vlády Spojených států objevovat vzkazy od čínských „hacktivistů“ s výhrůžkou, že s útoky nepřestanou, dokud neskončí válka.
Na začátku 21. století se kyber-útoky postupně začaly být víc a více zneužívány hackerskými skupinami k získávání peněz, tedy hlavně pro osobní, ne teroristické účely. Útoky se však opakovaly daleko častěji, začaly být vážnější, lépe plánované a obtížněji zaznamenatelné. Na určitý čas se o kyberterorismu v souvislosti s bezpečností kyberprostoru přestalo mluvit.
Po útoku na budovy Světového obchodního centra 11. září 2001 se začalo diskutovat o dalších možných útocích, mezi nimiž byly zmíněny i akce v kyberprostoru. Prezident George W. Bush založil Úřad bezpečnosti kyberprostoru, do jejíhož čela postavil dosavadního koordinátora pro boj proti terorismu Richarda Clarka. V prosinci téhož roku výzkumník Potomackého institutu pro politická studia (Potomac Institute for Policy Studies) Yonah Alexandr uvedl ve známost existenci „Iraq Net“, sítě více než stovky webových stránek zakládaných po celém světě, které měly zahájit denial-of-service útoky na americké obchodní společnosti. Své tvrzení však nepodpořil žádnými důkazy, které by existenci sítě potvrzovaly, lze se tedy domnívat, že šlo pouze o další z argumentů na podporu agrese vůči Iráku.
Na nebezpečí kybernetického útoku reagovala Severoatlantická aliance na summitu v Praze roku 2002, kde byl tento bod poprvé na pořadu jednání. Od té doby NATO svou politiku ohledně kyberterorismu několikrát pozměnila. Roku 2012 dokonce integrovala obranu proti kyber-útokům do Procesu plánování obrany NATO (NATO Defence Planning Process).
Patrně největší dosavadní kybernetický útok byl roku 2007 namířen proti Estonsku. Během třítýdenní vlny útoků, od 27. dubna až po 18. května, byly vyřazeny z provozu webové stránky estonských ministerstev, některých politických stran a dvou velkých bank. Někteří státní představitelé z útoku okamžitě obvinili Rusko (například ministr zahraničí Urmas Paet), technickým expertům, které poslala Evropská komise a NATO, se však žádné důkazy potvrzující účast Kremlu objevit nepodařilo.
Kyberteroristické útoky jsou dnes daleko relevantnější, než tomu bylo dříve. Mezi lety 1996 a 2003 bylo na území Spojených států amerických zaznamenáno 217 394 případů narušení bezpečnosti počítače (čili hacknutí), z nichž ale ani jeden nebyl namířený na infrastrukturu země. James Lewis to zdůvodnil tím, že teroristé chtějí svými činy primárně vzbuzovat šok a strach z fyzického ničení a obětí, což kyber útoky nezpůsobují. V současné době závislost člověka na technologiích, a především internetu, stoupá, tudíž i strach ze zneužití a s ním potenciální nebezpečí.
V současné době čelíme třem velkým hrozbám, které vznikají spojením teroristů a internetu. První spočívá ve využívání internetu ke komunikaci s novými i stávajícími členy a jejich následné radikalizaci. Za druhé je zde nebezpečí, že se teroristé spojí s hackerskými skupinami, které by pro ně získávaly peníze. Tou poslední a nejvážnější by bylo spojení fyzického útoku s útokem kybernetickým (např. po sebevražedném bombovém útoku zablokovat nouzové telefonní linky).
Mezi známé „hacktivistické“ skupiny patří Anonymous, známí používáním masky Guye Fawkese, Decocidio #ϴ, odnož radikální environmentalistické skupiny Earth First!, Honker Union a další.

## Postup při plánování kyberteroristického útoku
Existuje 5 navazujících kroků, které musí každý hacker nebo každá skupina vykonat, aby úspěšně vykonala počítačový útok, zmiňuje je Clay Wilson. Tyto kroky je nutné vykonat, ať se jedná o běžný kybernetický zločin nebo špionáž, nebo o masový kybernetický teror. Jedná se o:
1. Analýza situace, „průzkum terénu“. V první fázi útoku je nutné získat co nejvíce informací o předmětu útoku. Nejvíce je využíváno „sociálního inženýrství“, podvodu za účelem vymámení důležité informace. Využíváno je také spywaru – programu, který získá z počítače důležité informace bez vědomí jeho uživatele.
2. Skenování. V této fázi již útočník získal potřebné informace a nyní hledá nejlepší způsob, jakým by vniknul do systému. Zjišťuje, jaký software je v počítači používán, jaké internetové připojení atd.
3. Získání přístupu. Útočník je nyní schopen zaútočit na svoji oběť – má počítačový program, který využije nedokonalosti v systému útoku.
4. Udržení přístupu. Jakmile útočník získal přístup, snaží se vytvořit si možnost, jakou by se mohl znovu vrátit. Používá se tzv. „backdoors“ nebo „rootkit“.
5. Zamazání stop. V poslední fázi útoku se útočník snaží nastavit systém tak, aby bylo co nejhůře zjistitelné, že k nějakému útoku došlo. Mnohdy nejsou o provedeném útoku informace velmi dlouho dobu.[18]

## Obrana
Mnohé země si uvědomily, že pro úspěšné stíhání pachatelů kyberterorismu je nutné sjednocení zákonů, aby bylo možné stíhání kyberterorismu ve všech státech, sdílení důležitých informací mezi státy např. ohledně počítačové bezpečnosti, vydávání stíhané osoby jinému státu a také společné vyšetřování mezinárodních zločinů. Je nutné zabezpečit, aby se kyberteroristé nevyhýbali trestnímu stíhání migrací z jednoho státu do druhého. Okamžitým cílem státu nemusí být odhalení velkého kybernetického zločinu, ale zaměření se na všechny formy hackování a počítačových útoků, počítačové podvody, dětská pornografie na webu, elektronické pirátství.
Spojené státy udělaly řadu kroků ke zlepšení své infrastruktury. Prezident Clinton v roce 1996 zahájil činnost Prezidentovy komise pro ochranu kritické infrastruktury (President’s Commission on Critical Infrastructure Protection). Komise následně stanovila 8 oblastí, kde je nutná zvýšená pozornost: telekomunikace, bankovnictví a finance, elektrický proud, distribuce a uchovávání ropy a plynu, dodávky vody, doprava, záchranná služba a vládní sektor. V reakci na doporučení této komise prezident zřídil Národní centrum pro ochranu infrastruktury (NIPC), Centra pro sdílení a analýzu informací (ISACs) a Národní radu pro zabezpečení infrastruktury (NIAC). V roce 2001 vydal americký National Security Council Národní plán pro ochranu informačních systémů, která aktualizoval postupy pro zabezpečení důležité infrastruktury.
V současné době jsou centra pro ochranu infrastruktury v USA jiná, ale vycházejí z těchto. Důležitým aktérem na poli kybernetické bezpečnosti v USA je Ministerstvo vnitřní bezpečnosti Spojených států amerických (Department of Homeland Security), které bylo založeno v roce 2001 jako odpověď na útoky z 11. září 2001. Toto ministerstvo manažersky řídí vnitřní bezpečnost a spolupracuje tedy s dalšími institucemi: US Northern Command (USNORTHCOM), která se specializuje na analýzu domácích útoků, a US Cyber Command (USCYBERCOM), která se specializuje na obranu a na odpověď na útoky.
I česká vláda se snaží o řešení kybernetické bezpečnosti. Usnesením z 15. března 2010 v článku 205 ustavuje Ministerstvo vnitra gestorem problematiky kybernetické bezpečnosti a ukládá mu koordinovat činnost ostatních státních institucí v této problematice. Bylo také založeno vládní pracoviště CSIRT (Computer Security Incident Response Team).